# Spaanse real
De real was van de 14e tot de 19e eeuw een betaalmiddel in Spanje, de Spaanse koloniën en de Verenigde Staten.

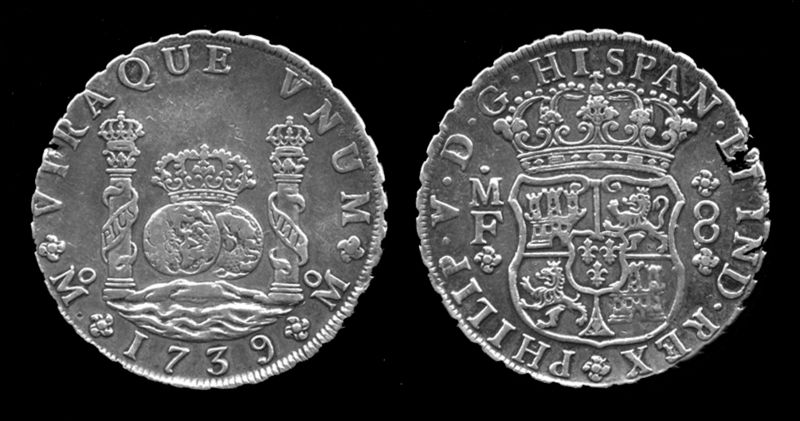
Een munt van 8 real, ook bekend als Spaanse mat uit 1739 van Filips V, geslagen in Mexico-Stad (Muntteken:Mo)

## Vroege historie
De real werd voor het eerst geïntroduceerd door koning Pedro I en had toen een waarde van 3 maravedís. De waarde steeg tot in 1497 de wisselkoers werd gezet op 34 maravedís.

## 17e eeuw
In 1642 werden er twee aparte reales gecreëerd, de real de plata (van zilver) en de real de vellón (van biljoengoud). De waarde werd gesteld op 2 reales de vellón = 1 real de plata. Aangezien de maravedís was gekoppeld aan de real de vellón vertegenwoordigde de real de plata een waarde van 68 maravedís.

## 18e eeuw
De real de plata fuerte werd in 1737 ingevoerd tegen een waarde van 2½ reales de vellón of 85 maravedís. Deze munt bleef de standaard tot aan het begin van de 19e eeuw. Er werden eenheden van ½, 1, 2, 4 en 8 reales geproduceerd waarvan de laatste bekendstaat als Spaanse dollar of peso. Tot 1857 werd deze munt ook in de Verenigde Staten geaccepteerd. Er werden Gouden munten uitgegeven met een waarde van ½, 1, 2, 4 en 8 escudo's (een escudo was gelijk aan 16 reales de plata fuerte).

## 19e eeuw
In 1808 werd de real de vellón geïntroduceerd met muntstukken van 2, 4, 10, 20, 80, 160 en 320 reales. De hogere waarden waren gelijk aan 4 en 8 reales de plata en 2, 4 en 8 escudos. Deze drie valuta werden naast elkaar gebruikt.

## Decimalisatie

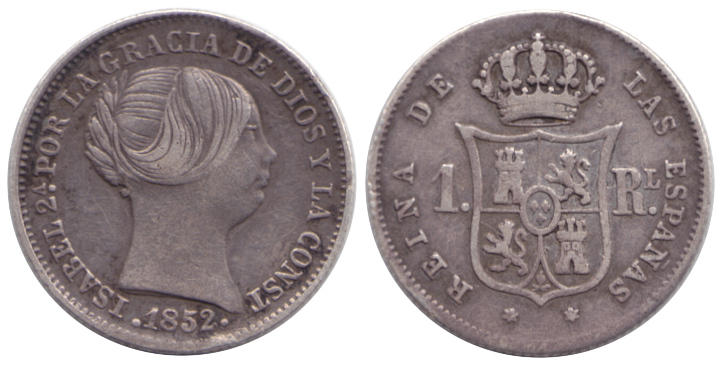
Een munt van 1 real 1852, Spanje, Isabella II. Zilver.

De real de vellón werd in 1850 als eerste decimale valuta aangenomen en werd kortweg real genoemd. Eerst werd de real opgesplitst in tienden (décimas) en later in honderdsten (céntimos) van een real. De real was ter vervanging van de Catalaanse peseta waar 1 peseta = 4 reales.
In 1864 werd de real vervangen door een nieuwe escudo met een waarde van 10 reales.
Deze tweede escudo zelf werd in 1868 vervangen door de peseta in de verhouding 1 peseta = 0,4 escudo = 4 reales. De term real bleef bestaan als term voor een kwart peseta.

## Mexico, Verenigde Staten en de Nieuwe Wereld
In de Spaanse koloniën werden zilveren muntstukken van ¼, ½, 1, 2, 4 en 8 reales geslagen; de muntstukken van 8 real zijn bekend als peso ($), pieces of eight of Spaanse matten. In Mexico was de real onderverdeeld in 16 Tlacos. Ook waren er gouden munten van zestien reales ($2), gelijk aan 1 escudo.
In Mexico heeft dit systeem nog dienstgedaan tot ver in de tweede helft van de 19de eeuw en aan het eind van die periode circuleerden munten van het koloniale systeem ($1 = 8R = 128Tl) naast het decimale systeem ($1 = 100¢). Ook het dollarteken, ($) is afgeleid van de real; eigenlijk is het een 8 met een streep erdoor, als symbool voor één zilverstuk van 8 reales. Na de stichting van de Verenigde Staten koos men de dollar als eenheidsmunt met het peso-teken $ als symbool. Tot 1857 waren Spaanse en Mexicaanse 8-realstukken in de V.S wettig betaalmiddel en gelijk aan 1 dollar.
In de VS leeft de real in het spraakgebruik nog voort; 'a bit' is de term die Amerikanen voor de real gebruikten. In sommige streken in het zuidwesten wordt een kwartje nog altijd 'two bits' genoemd, oftewel 2 reales. Ook op Wall Street werden aandelen tot in de jaren 90 van de twintigste eeuw in dollars en reales genoteerd, bijvoorbeeld Coca Cola $51:5/8 oftewel $51,625.